# Apisa rendalli
Apisa rendalli är en fjärilsart som beskrevs av Rothschild 1910. Apisa rendalli ingår i släktet Apisa och familjen björnspinnare. Inga underarter finns listade i Catalogue of Life.